# Rostov ved Don
 Ikke at forveksle med Rostov.
Rostov ved Don (russisk: Ростов-на-Дону́, tr. Rostov-na-Donu) er en by i Rostov oblast i den sydlige del af Den Russiske Føderation ved floden Don 46 km fra flodens udløb i det Azovske hav. Rostov er det administrative center for oblasten. Byen ligger i det frugtbare sortjordsbælte og er den vigtigste industriby i det sydlige Rusland. Byen har 1.135.968 (2023) indbyggere.

## Geografi
Rostov ved Don ligger i den sydøstlige del af Østeuropæiske Slette, størstedelen af byen ligger på højre bred af Don, 46 km før dens udmunding i det Azovske Hav. De sydvestlige distrikter af byen grænser op til Donflodens delta. Den geografiske placering af byen ikke langt fra Sortehavet, det Azovske Hav og Det Kaspiske Hav samt kanaler, der forbinder Rostov med Østersøen og Hvidehavet har givet Rostov ved Don tilnavnet "Byen ved de fem have".
Rostov ved Don ligger 1092 km syd for Moskva og ligger på samme breddegrad som Nantes i Frankrig og Budapest i Ungarn.

### Klima
Rostov ved Don har tempereret fastlandsklima Januars gennemsnitstemperatur er -3 °C, julis gennemsnitstemperatur er +23,4 °C. Årets samlede gennemsnitstemperatur er +9,9 °C (Danmark + 7-8 °C). Nedbørsmængden er moderat med maksimum i december, den gennemsnitlige årlige nedbør er 614 mm.

## Historie
Udmundingen af Don-floden har siden oldtiden haft en stor betydning, og i området har der bl.a. været en græsk koloni, Tanais, og senere et osmannisk fort.
Byen blev grundlagt 1749  og fejrede 250 års jubilæum i 1999. Om byens oprindelse fortælles det, at Peter den Store drak af en kilde i området, og pga. kildens friskhed, ønskede han at grundlægge en by her. Grundlæggelsen skete dog først efter hans død, og byen blev opkaldt efter Sankt Dimitri af Rostov, som havde været biskop i den gamle og nordligere beliggende by Rostov. Det sydlige Rostov fik derfor også snart tilføjelsen "na Donu" – ved Don, for at man kunne skelne mellem disse to byer.
Rostov ved Don blev hurtigt en central by i det sydlige Rusland pga. sin placering, og både under den russiske revolution og under 2. verdenskrig var der heftige kampe om byen. I løbet af kampene under 2. verdenskrig blev halvdelen af byen lagt i ruiner af tyskerne.

## Erhverv
Vigtige erhvervsområder er korn og andre landbrugsprodukter, herunder vin. Da Rostov-na-Donu ligger umiddelbart syd for Donområdets store kulminer og stålværker spiller stålindustri, elektronik og kemisk industri en stor rolle. Firmaet Rostselmash fremstiller landbrugsmaskiner.
Byen er et transportknudepunkt med flodtransport, havn med forbindelse til verdenshavene samt jernbaner og flytrafik.

## Uddannelse og Kultur
Rostov-na-Donu er hjemsted for talrige uddannelsesinstitutioner som f.eks. "Det sydlige føderale Universitet", "Don stats tekniske Universitet" samt mange andre højere læreanstalter.
Det er store biblioteker, teatre, museer, gallerier, biografer og et cirkus.

## Sport
- FK Rostov
- Rostov Arena

## Seværdigheder
Kirker, to berømte katedraler, Aleksander Nevski Katedralen og Jomfrufødsels-Katedralen tegnet af Konstantin Thon, parken langs Don-floden med cafeer og udflugtsbåde.
Den berømte forfatter og modtager af Nobelprisen i litteratur – Mikhail Sjolokhov blev født og levede nær Rostov ved Don.

## Venskabsbyer
| - Jerevan, Armenien - Pleven, Bulgarien - Toronto, Canada - Kajaani, Finland - Le Mans, Frankrig - Volos, Grækenland | - Homel, Hviderusland - Uralsk, Kasakhstan - Moskva, Rusland - Glasgow, Storbritannien - Chungcheong, Sydkorea - Antalya, Tyrkiet | - Dortmund, Tyskland - Gera, Tyskland - Donetsk, Ukraine - Luhansk, Ukraine - Odessa, Ukraine - Mobile, USA |

## Personer født i Rostov ved Don
- Jurij Basjmet, bratschist og dirigent.
- Tatjana Kotova, Miss Universe i 2007
- Viktoria Lopireva, Miss Rusland 2003
- Eva Rivas, armensk deltager ved Eurovision Song Contest 2010
- Savielly Tartakower, polsk/fransk skakspiller
- Gevork Vartanjan, sovjetisk efterretningsagent